# Bélády László Antal
Bélády László Antal (Budapest, 1928. április 29. – 2021. november 6.) magyar gépészmérnök, üzletember, amerikai-magyar mérnök-informatikus. Az MTA tagja (k: 1990).

## Életpályája
1950-ben repülőmérnökként végzett a Budapesti Műszaki és Gazdaságtudományi Egyetemen. 1950–1953 között a Magyar Légierőknél dolgozott. 1953–1956 között a Középgépipari Kutató Intézet munkatársa volt. 1956-ban emigrált Magyarországról. 1956–1959 között Kölnben a Ford Motor Company tervezőmérnöke volt. 1959–1961 között Párizsban a Dassault Aeronautics tervezőmérnöke volt. 1961-ben családjával New York-ba költözött. 1961–1981 között az IBM Watson Research Center kutatója volt. 1979–1983 között az IEEE Transaction on Software Engineering folyóirat főszerkesztőjeként dolgozott. 1981–1983 között az IBM Corporate Headquarters-nél tevékenykedett. 1983–1984 között az IBM Japán Kutató Központjában dolgozott. 1984–1991 között az austini MCC Microelectronics and Computer-technology Corpn. alelnök-igazgatója volt. 1990 óta a Magyar Tudományos Akadémia külső tagja. 1991–1998 között a massachusettsi Cambridge-ben a Mitsubishi Villamossági Kutató Laboratórium vezetője volt. 
Kutatási területe a szoftvertervezés- és karbantartás, számítógépek alkalmazása a tanításban, a programfejlődés dinamikája.

## Művei
- Program Evolution - Process of Software Change (1985)

## Díjai
- Citation Index Classic (1983)
- Warnier-díj (1990)
- Neumann-plakett és -oklevél (NJSZT, 2003)